# 1688 en littérature
| Années de la littérature : 1685 - 1686 - 1687 - 1688 - 1689 - 1690 - 1691    |
| Décennies de la littérature : 1650 - 1660 - 1670 - 1680 - 1690 - 1700 - 1710 |

Cet article présente les faits marquants de l'année 1688 en littérature.

## Événements
- 1688-1704, Japon : culture de l’ère Genroku ou culture de Kamigata, apogée artistique de l’époque d’Edo. Elle est particulièrement brillante à Osaka où fleuri une dynamique bourgeoisie marchande et financière. Le théâtre, la littérature, le cadre de vie évolue[1]. Délaissant les épopées chevaleresques et ne partageant pas les goûts des bushi, les citadins aiment l’argent, la bonne vie, les histoires d’amour et le sexe.

- Fénelon rédige en 1687-1688 Réfutation du système du père Malebranche sur la nature et la grâce publié en 1820[2].

## Parutions
- 23 janvier : privilège du roi accordé à l'ouvrage de Fontenelle, Poésies pastorales : Avec un Traité sur la Nature de l'Eglogue, & une Digression sur les Anciens & les Modernes, Paris, Michel Guérout, 1688 (présentation en ligne). Dans sa Digression, il fait l'apologie des Modernes.

- Mars : mise en vente de la première édition des Caractères, ouvrage de Jean de La Bruyère publié anonymement sous le titre Les Caractères de Théophraste, traduits du grec, avec les Caractères ou les Mœurs de ce siècle, Paris, Estienne Michallet, 1688 (présentation en ligne). Le libraire Michallet doit le réimprimer deux fois dans l’année 1688 pour satisfaire à l’engouement du public[3].
- 22 mai : achevé d’imprimer du premier volume de l’ouvrage de Jacques Bénigne Bossuet, Histoire des variations des Églises protestantes, vol. 1, Paris, Chez la veuve de Sébastien Marbre-Cramoisy, 1688 (présentation en ligne).
- 30 octobre : achevé d’imprimer du premier volume de l’ouvrage de Charles Perrault, Parallèles des Anciens et des Modernes, vol. 1, Paris, Jean Baptiste Coignard, 1688 (présentation en ligne); quatre volumes édités de 1688 à 1697[4].

- Malebranche, Entretiens sur la métaphysique et sur la religion, Rotterdam, Reinier Leers, 1688 (présentation en ligne).

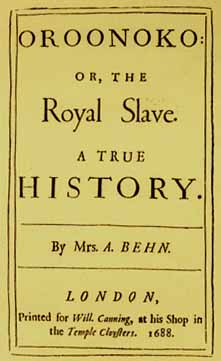
Première édition dOroonoko

- Aphra Behn, Oroonoko : or, The Royal Slave. A True History, London, W. Canning, 1688 (présentation en ligne), roman à succès, qui présente de façon sympathique un Noir révolté du Suriname.

## Naissances
- 4 février : Pierre Carlet de Chamblain de Marivaux, dit « Marivaux », journaliste, auteur dramatique et romancier français († 12 février 1763).